# Paraliparis mento
Paraliparis mento és una espècie de peix pertanyent a la família dels lipàrids. El mascle fa 12 cm de llargària màxima i la femella 11,4. És un peix marí i batidemersal que viu entre 800 i 1.253 m de fondària. Es troba al Pacífic nord-oriental: Washington, Oregon i des del nord de Califòrnia fins a la badia de Monterrey. És probable també que sigui present a la Colúmbia Britànica. És inofensiu per als humans.